# Гига Моравац
Гига Моравац је надимак Драгише Попадића измишљеног лика сценаристе Синише Павића из ТВ серије „Бољи живот“, која је од 1987. до 1991. године емитована на ТВ Београд. У серији се појављује као отац београдске породице, коју поред њега чини супруга Емилија Попадић, рођена Константиновић и деца — Александар, Виолета и Слободан. 
Пореклом је из једног моравског села, а његови родитељи су се цео живот издржавали „од мотике“, на шта је поносан, па и он често у свом говору користи термин „мотика“. Запослен је као правник у предузећу „Морава промет“. Његова плата није довољна за испуњавање жеља своје деце и жене, што га увлачи у дугове. Живи у женином стану у центру Београда, јер је она из старе предратне буржујске породице.
Његова покојна сестра Јованка је иза себе оставила богато наследство његовој деци, које могу да подигну тек пошто испуне теткине последње жеље — Александар да се запосли у струци, Виолета да се уда и прослави прву годишњицу брака, а Слободан да заврши четврти разред гимназије са врло добрим успехом.
Са супругом Емилијом имао је брачне проблеме и размирице, што је замало довело до развода брака на суду, али се све срећно завршило. Имао је једну кратку романсу са својом секретарицом Даром Завишић, која се после удала за генералног директора Биберовића. Стевица Курчубић је његов први генерални директор и имали су честе свађе, које су доводиле и до физичких сукоба. 
Оженио сина Александра, који се после и развео, па почео да живи са другом женом са којом је добио ванбрачног сина Вука. Ћерка Виолета се удала за доктора Иву Лукшића, са којим није издржала ни годину дана, али је после отишла у Африку да живи са њим на две године.
Гига је приликом повратка са путовања из Грчке (Солун), где је водио жене из свог предузећа за Дан жена, имао великих проблема на граници са законом јер су му пронашли непријављени златни накит који је добио од своје колегинице Финке да пренесе. Како би му надокнадила штету, Финка му је поклонила бунду коју је купила у Грчкој, а коју је он после поклонио Емилији за годишњицу брака.